# Senan (Hiszpania)
Senan – gmina w Hiszpanii, w prowincji Tarragona, w Katalonii, o powierzchni 11,82 km². W 2011 roku gmina liczyła 61 mieszkańców.